# Анализ среды функционирования
Ана́лиз среды́ функциони́рования (англ. Data Envelopment Analysis), общепринятое сокращение — АСФ (англ. DEA) — методология сравнительного анализа деятельности сложных технических, экономических и социальных систем.
Начало данному подходу было положено в работах А. Чарнеса, В. Купера, Е. Роуда, Р. Бэнкера в 1970-х-1980-х годах. В настоящее время методология АСФ охватывает гораздо более широкий спектр понятий и возможностей, чем просто вычисление и анализ эффективности сложных объектов.
Методология АСФ имеет глубокую связь с математической экономикой, системным анализом, многокритериальной оптимизацией, она позволяет строить многомерное экономическое пространство, находить оптимальные пути развития в нем, вычислять важнейшие количественные и качественные характеристики поведения объектов, моделировать различные ситуации.